# Georg Christian Lorenz Meyer
Georg Christian Lorenz Meyer (* 18. Januar 1787 in Hamburg; † 24. August 1866 ebenda) war ein deutscher Kaufmann und Senator in Hamburg.

## Leben und Wirken als Kaufmann und Senator
Georg Christian Lorenz Meyer war Sohn des Hamburger Weinhändlers, Senators und bedeutenden Kunstsammlers Johann Valentin Meyer (1745–1811) und von Margarethe Amalia Bausch (1754–1806). Sein Onkel war der Hamburger Domherr Friedrich Johann Lorenz Meyer, ein weiterer Onkel und Bruder des Domherrn war Daniel Christoph Meyer (1751–1818), Weinhändler und Hamburgischer Generalkonsul in Bordeaux, der Friedrich Hölderlin als Hauslehrer eingestellt hatte.
Meyer hatte zwei ältere Brüder, Johann Valentin (1772–1800) und Ferdinand Daniel (1778–1800) und eine ältere Schwester, Sophia Theresia (1779–1800), die in Cádiz an der dort ausgebrochenen Gelbfieber-Epidemie starben; sowie drei weitere ältere Schwestern, Angelica Maria Amalia (1775–1807), Eleonore Pauline (1782–1877) und Juliane Auguste (1784–1847), und eine jüngere Schwester, Emerentia Louisa Francisca (1789–1861), die Eduard Heinrich Sieveking heiratete, die den gemeinsamen Sohn Edward Sieveking bekamen. Seine jüngeren Brüder waren Nicolaus Gottlieb (1788–1850) und Anton Friedrich (1793–1877), dessen Tochter Pauline Antonie Meno Rettich heiratete.
Meyer war wie sein Vater und Großvater auch schon für den Kaufmannsberuf vorgesehen und wurde deshalb in die dafür vorbereitende Hamburger Erziehungsanstalt unter der Leitung von Johann Heinrich Christian Runge geschickt. Sein damaliger enger Schulfreund war Arthur Schopenhauer, mit dem ihm auch über die Schulzeit hinaus eine jahrzehntelange Freundschaft verbinden sollte.

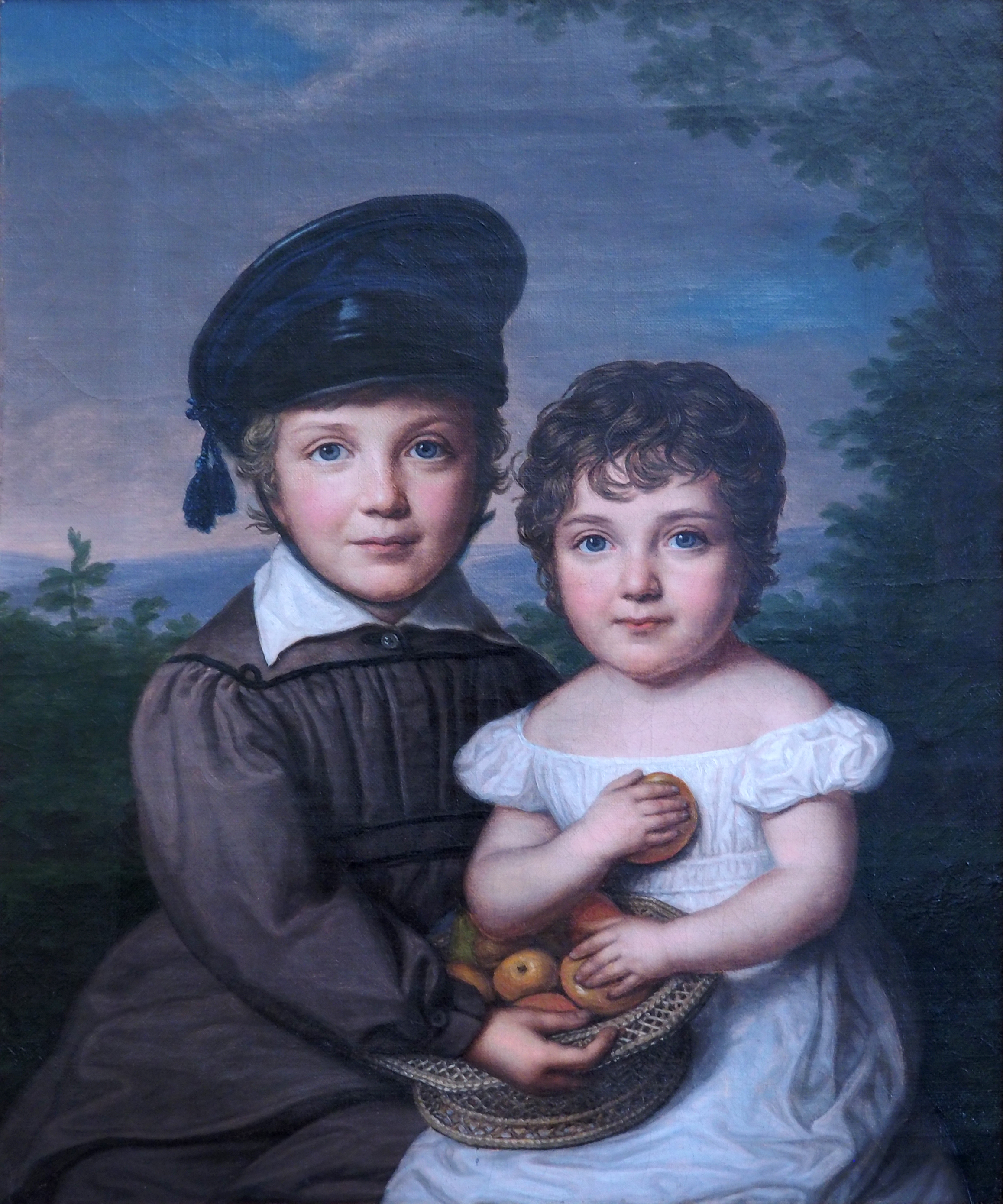
Arnold Otto Meyer mit Schwester Anna Meta (1831) Porträt von Friedrich Carl Gröger

Meyer wurde in dritter Generation Weinhändler in Hamburg (seit 1728) und leitete eine Weinhandlung in der Catharinenstraße 26 auf der Cremoninsel. Am 10. September 1816 heiratete er Caroline Antoinette Gerste (1795–1833) und sie bekamen acht Kinder. Valentin Lorenz Meyer, Caroline Pauline Elisabeth (1818–1854), die sich mit August Behn verheiratete, die Zwillinge Louise Elisabeth (1819–1821) und Friedrich Max, Cäcilia Elisabeth (1823–1824), Helene Emma Wilhelmine (* 1824), Arnold Otto und Anna Meta (1829–1865), die sich mit Christian Carl Magnussen verheiratete.
Nach verschiedenen bürgerlichen Ehrenämtern wurde Meyer 1821 wie schon sein Vater Senator in Hamburg und blieb es bis 1860. Er gehörte auch zum Verwaltungsrat der Stiftung Das Rauhe Haus. In unmittelbarer Nachbarschaft zum Rauhen Haus befand sich die Landvilla der Meyers („Hammerhaus“). 1838 hatte Meyer das Grundstück an der Hammer Landstraße 241 von der Familie Rücker gekauft und ließ durch den Stadtbaumeister Forsmann ein Sommerhaus bauen, das 1843 bezugsfertig war. Der weitläufige Garten des Hauses musste größtenteils um 1900 für die Hamburger Güterumgehungsbahn weichen. Ursprünglich sollte die Trassenführung über das Ensemble des Rauhen Hauses führen, Meyers Sohn Valentin stellte aber stattdessen seinen eigenen angrenzenden Garten zur Verfügung. Die Landvilla der Meyers stand bis zur fast vollständigen Zerstörung Hamms im Zweiten Weltkrieg. Heute befindet sich auf dem Gelände teilweise die Wichern-Schule.
Wenige Jahre vor seinem Tod beauftragte Meyer Otto Beneke, die Familiengeschichte der Lorenz Meyer niederzuschreiben.
Der Hamburger Bildhauer und Maler Karl August Ohrt ist ein direkter Nachfahre.